# Teva Pharmaceutical Industries
Teva Pharmaceutical Industries (in ebraico: טבע תעשיות פרמצבטיות בע"מ), è una multinazionale israeliana impiegata nel settore dell'industria farmaceutica. Il quartier generale risiede a Petah Tiqwa.
La multinazionale sviluppa, produce e commercializza farmaci equivalenti, innovativi, di marca e principi attivi.
A livello globale, Teva è il principale produttore di farmaci equivalenti. Nel campo dei farmaci specialistici l'azienda è impegnata nel trattamento della sclerosi multipla e porta avanti programmi di ricerca per lo sviluppo di nuove terapie per altre patologie del sistema nervoso centrale, tra cui disturbi del movimento, emicrania, dolore e malattie neurodegenerative.

## Storia

### Gli inizi
L'azienda nasce a Gerusalemme nel 1901 da Chaim Salomon, Moshe Levin e Yitschak Elstein con il nome di S.L.E., dalle iniziali dei cognomi dei tre fondatori. In origine svolge attività di grossista di farmaci utilizzando per il trasporto anche i cammelli Tra il 1930 e il 1940 la società diventa un'azienda farmaceutica e nel giro di pochi anni si espande al punto da quotarsi alla Borsa di Tel Aviv nel 1951. Nel 1964 due società farmaceutiche israeliane, Assia e Zori, acquisiscono il controllo di Teva. Nel 1976 le tre società si fondono nell'attuale Teva Pharmaceutical Industries Ltd.

### L'espansione e i problemi con la giustizia negli Usa
Negli anni ottanta Teva ("Natura" in ebraico) consolida la sua leadership in Israele e compie i primi passi all'estero, nel mercato europeo. Rileva Plantex, quindi prosegue con una serie di acquisizioni sul mercato statunitense, fino a quotarsi alla Borsa di New York nel 1982. Nello stesso anno ottiene l'approvazione della Food and Drug Administration (FDA) statunitense per il suo stabilimento di produzione a Kfar Saba.  Le attività di Teva Pharmaceuticals Industries a livello globale si sviluppano sia con la commercializzazione di farmaci, sia con la produzione di principi attivi (TAPI – Teva Active Pharmaceuticals Ingredients).

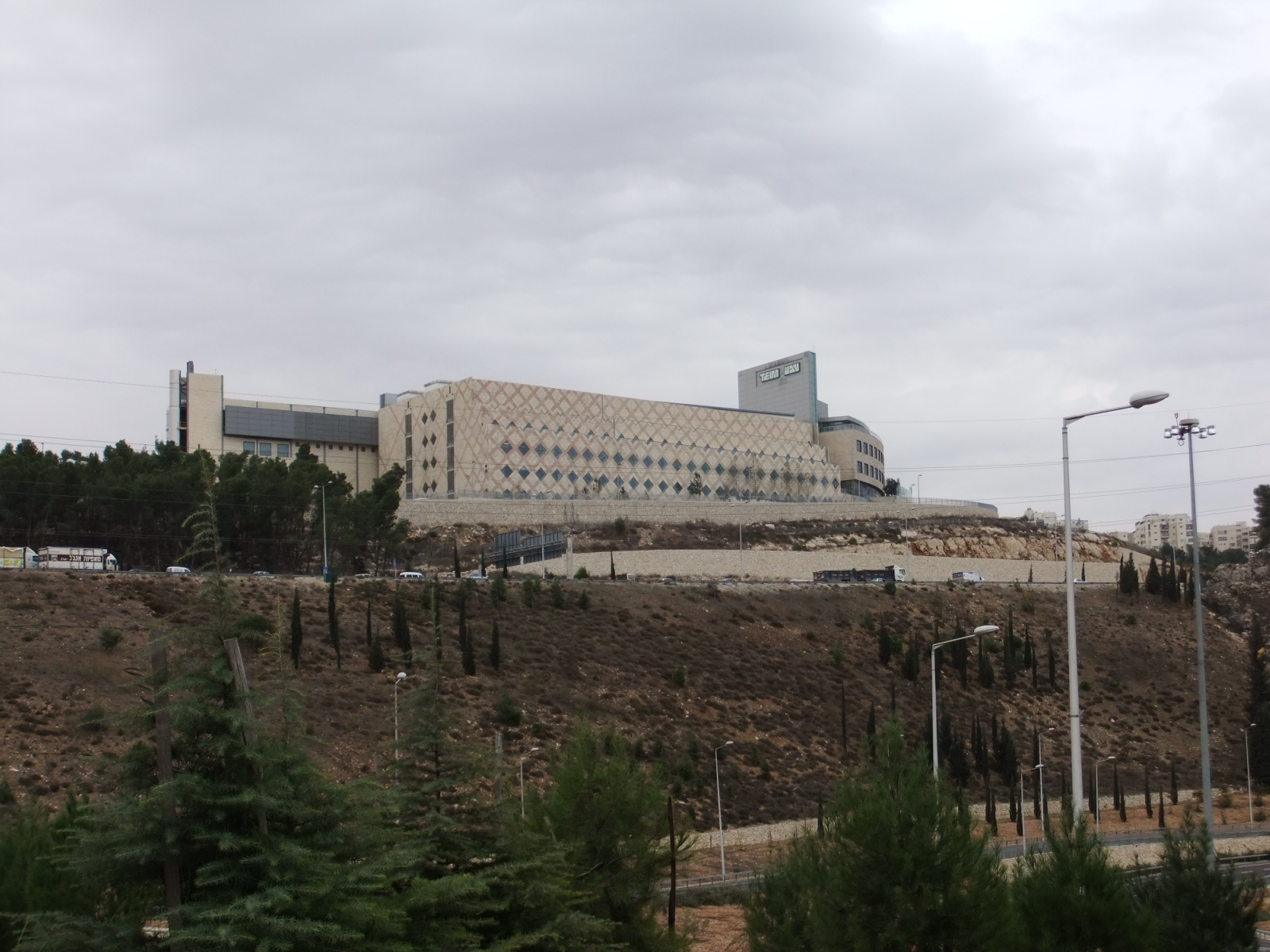
Lo stabilimento Teva a Har Hotzvim, Gerusalemme

Nell'ottobre 2003 acquisisce per 3,4 miliardi di dollari Sicor Inc. entrando così nel mercato del farmaco biosimilare.. Nel 2005 apre un nuovo stabilimento di produzione a Har Hotzvim, un parco tecnologico a Gerusalemme (otterrà l'approvazione FDA nel gennaio 2007). Nel 2005 entra nel mercato giapponese stipulando in seguito una joint venture con Kowa, nel gennaio 2006 rileva per 7,4 miliardi di dollari il concorrente americano Ivaxcorp, nel 2008 prende il controllo di Barr Pharmaceuticals per 7.5 miliardi di dollari.
Nel 2010 avvia la costruzione del suo principale centro di distribuzione per le Americhe a Filadelfia, in Pennsylvania, e continua con le acquisizioni: sempre nel 2010 la tedesca Ratiopharm (prezzo: 5 miliardi di dollari), nel 2011 Cephalon (6.8 miliardi) e la giapponese Taiyo Pharmaceutical Industry (934 milioni di dollari) in modo da potersi assicurare l'impianto di produzione in Giappone.
Nel settembre 2017, dopo che in febbraio si era dimesso Erez Vigodman in seguito anche alla discussa acquisizione nel 2016 della divisione farmaci generici di Allergan (Actavis Generics) pagata ben 40 miliardi di dollari con conseguente sofferenza nei conti Teva (indebitamento netto superiore ai 35 miliardi di dollari), la società ha nominato il nuovo presidente e CEO della società, il danese Kare Schultz. In dicembre l'annuncio di forte piano di ristrutturazione per ridurre l'indebitamento ormai insostenibile: prevede anche il taglio entro il 2019 del 25% dei dipendenti. Nel settembre 2017 cede gli asset internazionali (non USA) dedicati alla salute femminile al fondo di private equity britannico CVC Capital Partners per 703 milioni di dollari e alcuni brand della contraccezione d'emergenza alla Fondazione Consumer Healthcare per 675 milioni.
Nel 2018 Teva operava in 80 paesi tra cui l'Italia, ove contava sei centri di produzione con 1.400 dipendenti.
Nel 2019, una quarantina di Stati Usa hanno annunciato di aver intentato causa a una ventina di case farmaceutiche, tra cui spicca per importanza proprio Teva Pharmaceuticals, perché tra il 2013 e il 2015 si sarebbero accordate per aumentare artificialmente, in certi casi di oltre il 1000%, il costo di oltre 100 farmaci generici, destinati anche al trattamento di cancro e diabete.
Il procuratore generale dell'Oklahoma, Mike Hunter ha accusato Purdue, Johnson & Johnson e Teva Pharmaceutical Industries Ltd di marketing ingannevole che, minimizzando i rischi di dipendenza associati ai farmaci antidolorifici a base di ossicodone, ed esagerandone i benefici, ha contribuito ad un'epidemia che ha portato a 47.600 morti per overdose solo nel 2017, secondo i Centri statunitensi per il controllo e la prevenzione delle malattie (CDC).